# JaMS-240
Der ЯМЗ-240, deutsche Transkription JaMS-240, in Osteuropa gelegentlich JaMZ-240, international auch YaMZ-240, ist ein vom ehemals sowjetischen und heute russischen Hersteller Jaroslawski Motorny Sawod (JaMS) hergestellter Zwölfzylinderindustriedieselmotor. Es ist einer der größten Baukastenmotoren von JaMS; konstruktiv ähnlich sind der V8-Motor JaMS-238 und der V6-Motor JaMS-236. Eingesetzt wird der Motor vor allem in Militärfahrzeugen, großen Nutzfahrzeugen wie Traktoren und Muldenkippern.

## Baumuster
Es gibt verschiedene Baumuster des Motors JaMS-240, die im Russischen als Модификации, zu Deutsch „Modifikationen“, bezeichnet werden:
- ЯМЗ-240 (JaMS-240): Basismodell, freisaugend, 265 kW
- ЯМЗ-240Н (JaMS-240N): Mit Abgasturboladern, 368 kW
- ЯМЗ-240Б (JaMS-240B): Freisaugend, mit zusätzlichem Lüfter, 221 kW

Quelle
Der Hersteller modernisierte die Motoren über ihren Bauzeitraum, sodass die Baumuster um das Suffix „M“ in Kombination mit einer Zahl ergänzt wurden, um die Modernisierung zu kennzeichnen. Ferner wurde noch ein weiteres aufgeladenes Baumuster eingeführt. Äußerlich unterscheiden sich die modernisierten Baumuster durch geänderte Zylinderkopfhauben von den ersten Baumustern. Folgende modernisierte Baumuster gibt es:
- ЯМЗ-240М2 (JaMS-240M2): Basismodell, freisaugend, 265 kW
- ЯМЗ-240НМ2 (JaMS-240NM2): Mit Abgasturboladern, 368 kW
- ЯМЗ-240БМ2 (JaMS-240BM2): Freisaugend, mit zusätzlichem Lüfter, 221 kW
- ЯМЗ-240ПМ2 (JaMS-240PM2): Mit Abgasturboladern, 309 kW

Quelle

## Technische Beschreibung
Der JaMS-240 ist ein wassergekühlter Viertaktdieselmotor mit OHV-Ventilsteuerung und zwölf Zylindern in V-förmiger Gabelbauform. Der Gabelwinkel beträgt 75°, weshalb die Zündfolge ungewöhnlich ist (1–12–5–8–3–10–6–7–2–11–4–9). Der JaMS-240 hat eine konventionelle Reiheneinspritzpumpe, Direkteinspritzung und omegaförmige Brennraummulden.

### Motorblock
Der Motorblock ist ein aus Spezialguss – einer Stahllegierung – hergestelltes Gussstück. Beim JaMS-240 ist der Block sehr weit nach unten gezogen; er umfasst sowohl das gesamte Kurbelgehäuse, als auch beide Zylinderbänke. Er ist im unteren Bereich mit Querrippen versteift. Die Ölwanne ist mit dem Kurbelgehäuse verschraubt, die Ölpumpe ist an der Vorderseite des Motors in die Ölwanne eingebaut. Im Bogen zwischen Zylinderbank und Kurbelgehäuse sind rechtsseitig eine Ölvorförderpumpe, die Wasserpumpe – und wenn vorhanden – der elektrische Generator angeschraubt, auf der linken Seite sind zwei Ölfilter und der Startermotor befestigt. Zwischen den Zylinderbänken ist die Einspritzpumpe eingebaut, die Kraftstoffrücklauffilter sind auf der Vorderseite des Motors montiert.

### Kurbeltrieb
Die Kurbelwelle ist aus Schmiedestahl hergestellt und siebenfach gelagert. Je Kurbelzapfen sind nebeneinander zwei Pleuelstangen angelenkt; die Pleuelstangen haben – um bewegte Massen zu minimieren – Aussparungen (sogenannte I-Schaft-Pleuelstangen) und sind aus Stahl hergestellt. Die Kolben sind aus Aluminium hergestellt und haben schwimmend gelagerte Kolbenbolzen aus Stahl. Die Brennraummulden in den Kolben sind omegaförmig. Standardmäßig sind je Kolben drei Kompressionsringe und zwei Ölabstreifringe eingebaut; ausgenommen hiervon ist der aufgeladene JaMS-240N, der nur einen Ölabstreifring je Kolben hat.

### Zylinderköpfe
Der Motor hat vier Querstromzylinderköpfe, die aus Grauguss hergestellt sind. Sie sind untereinander austauschbar. Die Ansaugrohre liegen zwischen den Zylinderbänken, die Abgaskrümmer sind nach außen geführt. Dabei haben je drei Zylinder einen gemeinsamen Abgaskrümmer, die bei den freisaugenden Baumustern aneinander angeflanscht sind. Beim JaMS-240N mit Abgasturboaufladung münden die Abgaskrümmer je Zylinderbank in einem gemeinsamen Flansch, an den ein Abgasturbolader angeflanscht ist. Ladeluftkühlung hat der Motor nicht. Die Wasserrohre zum Kühler hin sind über den Ansaugrohren eingebaut.

### Ventiltrieb
Die Nockenwelle ist zwischen den Zylinderbänken über der Kurbelwelle in den Motorblock eingebaut. Sie ist aus Stahl hergestellt, siebenfach gelagert und wird über Stirnräder angetrieben. Sie betätigt die hängenden Ventile über Stößel, Stoßstangen und Kipphebel. Je Zylinder hat der JaMS-240 ein Einlassventil und ein Auslassventil.

## Technische Daten

### Charakteristika
| Kenngrößen                                     | JaMS-240                   | JaMS-240N                                  | JaMS-240B                    |
| ---------------------------------------------- | -------------------------- | ------------------------------------------ | ---------------------------- |
| Bauart                                         | 75° V12                    | 75° V12                                    | 75° V12                      |
| Arbeitsverfahren                               | Diesel, Viertakt           | Diesel, Viertakt                           | Diesel, Viertakt             |
| Zündfolge                                      | 1–12–5–8–3–10–6–7–2–11–4–9 | 1–12–5–8–3–10–6–7–2–11–4–9                 | 1–12–5–8–3–10–6–7–2–11–4–9   |
| Ansaugung                                      | freisaugend                | zwei Abgasturbolader, keine Ladeluftkühler | freisaugend                  |
| Bohrung × Hub                                  | 130 mm × 140 mm            | 130 mm × 140 mm                            | 130 mm × 140 mm              |
| Hubraum                                        | 22,3 dm3                   | 22,3 dm3                                   | 22,3 dm3                     |
| Nennleistung                                   | 265 kW bei 2100 min−1      | 368 kW bei 2100 min−1                      | 221 kW bei 1900 min−1        |
| Maximales Drehmoment                           | 1324 N·m bei 1500 min−1    | 1765 N·m bei 1500 min−1                    | 1216 N·m bei 1400–1600 min−1 |
| Minimale Drehzahl                              | 500–600 min−1              | 500–600 min−1                              | 650–750 min−1                |
| Maximale Drehzahl                              | 2225–2275 min−1            | 2225–2275 min−1                            | 2050–2150 min−1              |
| Geringster spezifischer Kraftstoffverbrauch    | 227 g/kWh                  | 227 g/kWh                                  | 227 g/kWh                    |
| Maximaler Kraftstoffverbrauch bei Nennleistung | 57 kg/h                    | 95 kg/h                                    | 55 kg/h                      |
| Einspritzdruck                                 | 16,2 MPa                   | 19,6 MPa                                   | 16,2 MPa                     |
| Länge                                          | 1577 mm                    | 1799 mm                                    | 1688 mm                      |
| Breite                                         | 1014 mm                    | 1098 mm                                    | 1016 mm                      |
| Höhe                                           | 1190 mm                    | 1190 mm                                    | 1670 mm                      |
| Masse                                          | 1640 kg                    | 1705 kg                                    | 1670 kg                      |
| Anlasser                                       | ST-103 (9,5 PS/7 kW)       | ST-103 (9,5 PS/7 kW)                       | ST-103 (9,5 PS/7 kW)         |
| Lichtmaschine                                  | G-263A (24 V, 3750 W)      | G-263A (24 V, 3750 W)                      | G-275A (12 V, 100 W)         |
| Quelle                                         | [ 1 ]                      | [ 1 ]                                      | [ 1 ]                        |

### Drehzahldiagramme
Quelle